# Bullainville
Bullainville – miejscowość i gmina we Francji, w Regionie Centralnym, w departamencie Eure-et-Loir.
Według danych na rok 2010 gminę zamieszkiwało 116 osób, a gęstość zaludnienia wynosiła 17 osób/km².